# Ernest Sosa
Ernest Sosa (Cárdenas, Cuba, 17 de junho de 1940) é um filósofo norte-americano principalmente interessado em epistemologia. Desde 2007, ele é Professor de Filosofia do Conselho de Governadores da Rutgers University, mas passou a maior parte de sua carreira na Brown University.

## Obra filosófica
Além da epistemologia, Sosa também escreveu sobre metafísica, filosofia moderna e filosofia da mente. Em seus livros Knowledge in Perspective (1991) e A Virtue Epistemology (2007), ele defende uma forma de epistemologia da virtude chamada "virtue perspectivismo", que distingue o conhecimento animal do conhecimento reflexivo.

### Epistemologia da virtude
"A epistemologia da virtude contemporânea, concebida como tal e como um movimento distinto dentro da epistemologia, começou com o trabalho de Ernest Sosa no início dos anos 1980". A epistemologia da virtude é caracterizada por duas características: contra W. V. O. Quine, ela vê "a epistemologia como uma disciplina normativa" e "agentes e comunidades intelectuais como o foco principal da avaliação epistêmica, com foco nas virtudes e vícios intelectuais incorporados e expressa por esses agentes e comunidades”.

### Metafísica (composição)
Absolutismo e sua "explosão"
Em "Relatividade Existencial", Sosa considera as teorias da composição. Ele chama as teorias ordinárias da composição de absolutismo, que tem objetos como existindo absolutamente quando as condições composicionais são preenchidas no objeto. Objetos existem quando certas coisas são organizadas de uma certa maneira. O absolutismo leva ao que Sosa cunha uma "explosão" de entidades em que um número indeterminado se sobrepõe em um local e qualquer mudança destrói e cria um número indeterminado de outros.
Sosa fornece uma ilustração para motivar esse problema. Uma bola de neve é feita de um pedaço de neve em forma "redonda" (esférica) e segue certas condições de persistência. Sosa introduz o conceito de uma "chamada de neve". Um snowdiscall é "constituído por um pedaço de neve como matéria e como forma qualquer forma entre redondo [esférico] e sendo em forma de disco". Nesta definição, uma bola de neve também é uma bola de neve, mas uma bola de neve não é necessariamente uma bola de neve. Portanto, há dois objetos distintos que se sobrepõem. Mas assim como há uma nevasca, pode haver um número indeterminado de outros objetos: objetos entre redondos e 50% em forma de disco, objetos entre redondos e 30% em forma de disco, etc. São objetos distintos, existentes e não apenas arbitrários descrições. O que parece ser arbitrário no absolutismo é a ideia de que um objeto (a bola de neve) tem mais pretensão de existência do que os outros.
Relativismo existencial: Como uma solução potencial, Sosa avança o relativismo existencial. A alegação central é que os objetos não existem objetivamente como se algumas "entidades [c]constituídas, supervenientes [. . .] objetivamente sobrevierem [d] em suas matérias e formas constitutivas requeridas". No relativismo existencial, a composição é relativa a um esquema conceitual. Esquemas conceituais são coleções mentais de ideias de como o mundo existe e interage. Eles podem diferir com base na linguagem, cultura, utilidade pessoal, perspectiva, etc. O esquema conceitual de uma pessoa ajuda a selecionar as coisas no mundo externo que se assemelham a essas ideias mentais e, em seguida, confere-lhes existência. Como os esquemas conceituais podem diferir, pessoas diferentes podem reconhecer objetos diferentes. Esquemas conceituais são escolhidos com base em quão úteis eles são para o indivíduo na compreensão do mundo.
A definição de trabalho de Sosa do relativismo existencial: "que o que existe em relação ao nosso esquema atual O é o que ele reconhece diretamente, o que ele reconhece indiretamente através de seus predecessores ou sucessores, e o que ele reconheceria se tivéssemos desenvolvido adequadamente ou fôssemos fazê-lo agora, e estavam ou deveriam estar adequadamente situados”. Esta definição permite que os objetos existam se um esquema conceitual os reconhece, reconhece algo que implica a existência de outro objeto, ou os teria reconhecido se as pessoas tivessem diferentes capacidades ou localizações espaço-temporais.
Objeções antecipadas de Sosa:
- Objeção 1: A composição ocorreria em um mundo sem pessoas?
- Objeção 2: Não são "snowdiscalls" simplesmente uma classificação arbitrária e superficial de um objeto (por exemplo, qualquer gato ou cachorro poderia ser um "caog" sem problemas ontológicos)?
- Objeção 3: O relativismo existencial é redundante se as coisas existem externamente de uma certa maneira e são apenas reconhecidas por um esquema conceitual? O relativismo existencial é apenas absolutismo com ênfase na percepção humana do mundo?
- Objeção 4: A relatividade existencial é uma teoria linguística (preocupada em como descrever o mundo como indexado a uma pessoa) e não uma teoria ontológica? Como são resolvidas as divergências entre esquemas conceituais opostos?
- Objeção 5: Os átomos (ou outras partículas fundamentais) podem existir de forma mais simples enquanto outros objetos (por exemplo, martelos, gatos, bolas de neve) existem em relação a esquemas conceituais?[3]

## Publicações
- Knowledge in Perspective (Cambridge University Press, 1991)
- Epistemic Justification (Blackwell Publishers, 2003), com L. BonJour
- Ernest Sosa and his Critics, ed. por J. Greco (Blackwell, 2004)
- A Virtue Epistemology (Oxford University Press, 2007)
- Reflective Knowledge (Oxford University Press, 2009)
- Knowing Full Well (Princeton University Press, 2011)
- Virtuous Thoughts: The Philosophy of Ernest Sosa, ed. por J. Turri (2013)
- Judgment and Agency (Oxford University Press, 2015)
- Epistemology (Princeton University Press, 2017)